# Giovanni Zecchi
Giovanni Zecchi, en latin Zecchius, (Bologne 1533 - Rome 2 décembre 1601) est un médecin italien du XVIe siècle.

## Biographie
Giovanni Zecchi nait à Bologne, en 1533. Il enseigne la médecine en 1560, à l’université de sa ville natale, avec une grande réputation. Le cardinal Alessandro Damasceni Peretti l’ayant emmené à Rome, en 1580, pour y donner des leçons au Collège de la Sapience, les curateurs de l’académie de Bologne décident qu’il ne serait pas remplacé dans sa chaire, et qu’il continuerait à jouir de son traitement pendant tout le temps que durerait son absence. Au bout de six ans, Zecchi vient reprendre sa chaire à Bologne (1586). En 1588, il repart à Rome, où il reçoit, avec des lettres de citoyen, le titre d’archiatre ou premier médecin de l’État pontifical, et après la mort de Sixte V (1590), il est nommé médecin des conclaves. On le consulte des diverses parties de l’Italie sur tous les cas embarrassants qui se présentent. Dans une dispute qui s’est élevée entre les médecins de Rome et ceux de Naples au sujet de la méthode curative de la fièvre, il met d'accord les parties. Giovanni Zecchi meurt à Rome, en 1601.

## Œuvres
- De aquarum porrectanarum usu atque præstantia tractatus, Bologne, 1576, in-4° ;
- In primam Hippocratis aphorismorum sectionem dilucidissimæ lectiones ; quibus accedunt tractatus quatuor : de purgatione ; de sanguinis missione ; de criticis diebus ; ac de morbo gallico, ibid., 1586, in-4°; 1629, même format. Scipione Mercuri, l’un des élèves de Zecchi et depuis religieux dominicain, fut l’éditeur de cet ouvrage, qu’il adressa par une épître à Étienne Báthory, roi de Pologne.
- De ratione curandi febres, præsertim ex putri ortas humore, a medicis hactenus in Urbe servata, disputatio, Rome, 1596, in-4°. Cet ouvrage est le résultat de la discussion dont on a parlé plus haut. L’auteur s’y prononce en faveur de la méthode du traitement adopté par les médecins de Rome.
- Consultationes medicinales, in quibus universa praxis medica exacte pertractatur, etc., ibid., 1599 et 1601, in-4° ; Venise, 1617, même format ; Francfort, 1650, 1679, in-8° ;
- De puerorum tuenda valeludine, etc. Methodus ex Latinorum, Arabum, Græcorum placitis excerpta, Wittemberg, 1604, in- 8° ;
- De urinis brevis et pulcherrima methodus : de laterali dolore cum febre putrida consilium, Bologne, 1613, in-4°. Luigi Gaetano Marini a donné, dans les Archiatri pontifici, t. 1er, p. 466, une notice détaillée sur ce savant médecin. On peut aussi consulter les Scrittori Bolognesi de Fantuzzi.